# 峰竜太のホンの昼メシ前
『峰竜太のホンの昼メシ前』（みねりゅうたのほんのひるめしまえ）は、1996年9月30日から2002年3月29日まで日本テレビで放送されていた生放送の生活情報番組。通称「ホンの昼メシ前」「ホン昼」。

## 概要
この番組は関東ローカルで放送されていたことから、東京都周辺地域の生活情報を多く取り上げていた。また、関東ローカルの通販番組『ポシュレ』を1コーナーに擁していた。同コーナーは、番組の終了後も引き続き同じく峰司会『ザ!情報ツウ』の中で放送された（日本テレビのみ）。テーマソングは、ヘンデルのハレルヤ・コーラスの替え歌。
使用するスタジオは、当初は南本館1階に当時あったマイスタジオ（スタジオ内にソファを置いていた）を使用していたが、途中からは近接する四番町別館（中継車車庫など併設）内にあったLスタジオに移って生放送されていた。余談だが、Lスタジオもマイスタ同様に、もともとスタジオとして設計された場所ではなく、倉庫として使用されていたスペースを後から改装したスタジオである。

## 放送時間
全てJST（日本標準時）。
| 期間      | 期間      | 月曜 - 木曜           | 金曜                  |
| --------- | --------- | --------------------- | --------------------- |
| 1996.9.30 | 2000.9    | 10:30 - 11:25（55分） | 10:30 - 11:00（30分） |
| 2000.10   | 2001.9    | 10:25 - 11:25（60分） | 10:25 - 11:00（35分） |
| 2001.10   | 2002.3.29 | 10:30 - 11:25（55分） | 10:30 - 11:00（30分） |

## 出演者

### 司会
- 峰竜太

### 日替わりアシスタント
- 町亞聖（当時日本テレビアナウンサー） - 初代アシスタント。
- 河本香織（当時日本テレビアナウンサー）
- 延友陽子（当時日本テレビアナウンサー）

### ポシュレ担当
- 大石吾朗
- 鈴木君枝（当時日本テレビアナウンサー）
- 山王丸和恵（当時日本テレビアナウンサー）

### その他の主な出演者
- 渡辺めぐみ
- 広川ひかる
- 田子千尋
- 一宮里絵
- 野々村真
- 布川敏和 - 1998年から1999年まで出演。
- 三瀬真美子 - 1999年4月から同年9月まで出演。
- 大島直也 - 1999年8月から出演。
- 山口もえ - 2001年11月から同年12月まで出演。
- 羽田実加 - 2001年11月から2002年3月まで出演。
- 小倉淳（当時日本テレビアナウンサー）
- 藤井恒久（当時日本テレビアナウンサー）
- 寺島淳司（当時日本テレビアナウンサー）
- 古市幸子（当時日本テレビアナウンサー）
- 高橋雄一（当時日本テレビアナウンサー）

### ナレーター
- 小野坂昌也
- 久賀健治
- 横尾まり
- 政宗一成